# Joss Stone
Joss Stone, pravim imenom Joscelyn Eve Stoker (Dover, Engleska, 11. travnja 1987.), engleska pjevačica
Često nastupa bosonoga, i njegovala je izgled hipi djevojke. Zbog lijepog i visokog glasa, uspoređuju je s Arethom Franklin.
Odrasla je u Devonu. Sa samo 14 godina nastupila je u BBC-evoj emisiji "Star for a Night".
Debitirala je 2003. sa "Soul Sessions'. U domovini joj je album postao hit, među prvih pet.Prirodno ima plavu kosu.
Jedan od glazbenika s kojima je surađivala je bio i pokojni "Kum Soula" James Brown.
Glavna je glasnogovornica američkog prodajnog lanca Gap, gdje joj je prethodnica bila Sarah Jessica Parker.
Dosad je objavila dva albuma, a na trećemu radi.